# Solal
Ne doit pas être confondu avec Soral ou Sokal.
Pour les articles homonymes, voir Solal (homonymie).
Solal est le premier roman d’Albert Cohen publié aux éditions Gallimard en 1930.

## Genèse de l'œuvre
Cette œuvre offre une rente mensuelle à l’auteur, censée l’encourager dans la rédaction d’un nouveau manuscrit, pressenti comme « la suite ». Ce sera Mangeclous, chef-d’œuvre de dérision et d’humour, paradoxalement écrit pendant qu'Albert Cohen traversait l’une des périodes les plus mélancoliques de sa vie.
Solal est considéré comme le premier opus de la tétralogie des Valeureux. Suivent Mangeclous (1938), Belle du Seigneur (1968), œuvre majeure de Cohen, et enfin Les Valeureux (1969), qui se situe entre Mangeclous et Belle du Seigneur. La bibliothèque de la Pléiade édite Belle du Seigneur indépendamment du reste de la tétralogie.

## Résumé
Solal, jeune enfant de seize ans de Céphalonie (île grecque) séduit Adrienne de Valdonne, la femme du consul de France. Créant l'embarras dans son entourage, il décide de quitter son île pour rejoindre Marseille puis Paris, où il épousera Aude la fille du premier ministre et deviendra ainsi à son tour, par intrigue et culot, ministre du Travail. Son oncle Saltiel ira à sa rencontre pour lui permettre de revoir son père, à qui Solal doit des excuses. Propriétaire d'un château à deux heures de Paris, il aménage ses caves de façon à accueillir une partie de la population juive de sa Céphalonie natale. Il tentera vainement d’initier sa femme au respect des traditions juives. Défait de son ministère, répudié par l’État français, Solal mettra fin à ses jours et ressuscitera tel un dieu ancien, Solaire.

## Analyse
En 1980, Albert Cohen dira de son roman qu'il « est un pamphlet passionné contre la passion. » Solal est un jeune garçon qui nourrit une ambition pantagruélique, ayant un rapport particulier avec les femmes, sans pour autant s’attirer les ressemblances avec Georges Duroy, le héros créé par Maupassant pour Bel-Ami. Charles Dantzig dira de Solal dans son Dictionnaire égoïste de la littérature française (Grasset, 2005)  que c’est « le plus grand emmerdeur de la littérature […] il est beau, il est intelligent, il réussit, il séduit les plus belles filles, et il n’est jamais content ».
Personnage récurrent des Valeureux, Solal est une force vive de jeunesse, opportuniste en tout mais résolu à rien. Ses frasques amoureuses seront les trames principales des différentes œuvres par lesquelles son caractère aura raison d’un bonheur feint.  « Les femmes, pour peu qu’elles vous aiment, oublient que vous êtes juif ». De ce postulat de Cohen, Solal tire toute la puissance et en conséquence tout le tragique de ses amours.
En effet, tout au long de sa vie Solal sera le séducteur juif, sulfureux, dans un monde de chrétiens. Reniant sa foi, puis l'exacerbant jusqu'au mépris envers ses femmes, amantes, maîtresses, courtisanes.
Le poste qu'occupe Solal à la Société des Nations, ainsi que son île natale, n'est pas sans rappeler la vie même d'Albert Cohen, né à Corfou, île voisine de Céphalonie: De brillantes études à l'Université de Genève et un passeport diplomatique par la suite. Solal sera écrit pendant les longues après-midi du fonctionnaire Cohen, qui sera suffisamment studieux « [...] pour abattre le matin tout le travail d'une journée ». Les scènes particulièrement savoureuses qui dépeignent ces grands dignitaires de la diplomatie mondiale font partie des grandes créations d’Albert Cohen, saluées par tous pour leur ironie implacable et juste.
Par certains aspects, on peut considérer Solal comme un roman initiatique. Au début du roman, à la fin du chapitre IV, un passage semble particulièrement confirmer cette manière d'analyser le premier roman d'Albert Cohen. Après avoir enfermé son père dans leur maison de Céphalonie, le jeune Solal, accompagné de Michaël, l'un des Valeureux, se rend à cheval vers la maison de sa belle, la première des femmes qu'il aimera, Adrienne de Valdonne. "Michaël prit les rênes et Solal monta en croupe", écrit Cohen, symbolisant ainsi par l'image un Solal se laissant guider par son immaturité, notamment auprès des femmes. Michaël, séducteur par excellence, conduit son neveu vers son aimée. Après que le jeune homme a passé sa première nuit d'amour avec sa belle, hélas interrompue par l'arrivée de l'époux d'Adrienne, Cohen écrit : "Maintenant, il était homme." Après cet instant initiatique, après une chevauchée à la fois chevaleresque et lyrique vers Adrienne ("les chats [implorant] avec gravité" autant que "le vent [caressant] le sable [léché par] la mer insistante" y accompagnent le jeune homme), après avoir symboliquement pénétré dans la demeure d'Adrienne non par la porte d'entrée mais bel et bien par sa fenêtre entrebâillée, Solal repart, ayant par ailleurs distribué quelques coups de poing à l'époux dérangeant. Mais cette fois c'est lui qui chevauche le cheval, lui qui tient les rênes dans l'aube d'un nouveau jour mais aussi d'une nouvelle existence, accompagnée en effet par son rapport si particulier mais si fort et si récurrent aux femmes. Solal joue donc, par son incipit, le rôle de roman initiatique au sein de la tétralogie cohénienne, Adrienne de Valdonne initiant au désir et à l'amour comme à la passion un Solal alors âgé de seize ans.